# Toén (kommunhuvudort)
Toén är en kommunhuvudort i Spanien.   Den ligger i provinsen Provincia de Ourense och regionen Galicien, i den nordvästra delen av landet, 400 km nordväst om huvudstaden Madrid. Toén ligger 369 meter över havet och antalet invånare är 2 611.
Terrängen runt Toén är kuperad norrut, men söderut är den platt. Terrängen runt Toén sluttar norrut. Runt Toén är det ganska glesbefolkat, med 47 invånare per kvadratkilometer. Närmaste större samhälle är Ourense, 7,7 km öster om Toén. I omgivningarna runt Toén växer i huvudsak blandskog.